# Boroviće (Sjenica)
Pour les articles homonymes, voir Boroviće.
Boroviće (en serbe cyrillique : Боришиће) est un village de Serbie situé dans la municipalité de Sjenica, district de Zlatibor. Au recensement de 2011, il comptait 41 habitants.
Plusieurs villages de la municipalité portent le nom de Boroviće.

## Démographie
| 1948 | 1953 | 1961 | 1971 | 1981 | 1991 | 2002 | 2011 |
| ---- | ---- | ---- | ---- | ---- | ---- | ---- | ---- |
| 164  | 137  | 128  | 86   | 85   | 71   | 73   | 41   |

|  |